# Santa Maria sopra Minerva
Santa Maria sopra Minerva je bazilikální kostel v Římě. Stojí na malém náměstí Minerva blízko Pantheonu, v oblasti Campus Martius, v rione Pigna. Je to jediný gotický kostel v Římě, který nebyl v baroku přestavěn, a dlouho byl ústředím dominikánského řádu. V kostele je pohřbena sv. Kateřina Sienská a malíř Fra Angelico. V přilehlém klášteře bylo od roku 1288 řádové studium.
Bazilika získala své jméno tak, že je jako mnoho raně křesťanských bazilik, postavena přímo na (sopra) zříceninách chrámku zasvěceného bohyni Minervě. Za střízlivou fasádou je velký trojlodní prostor s křížovou klenbou, zdobenou červenými žebry a modrým pozadím se zlacenými hvězdami. V 19. století proběhla rekonstrukce v novogotickém stylu.

## Historie

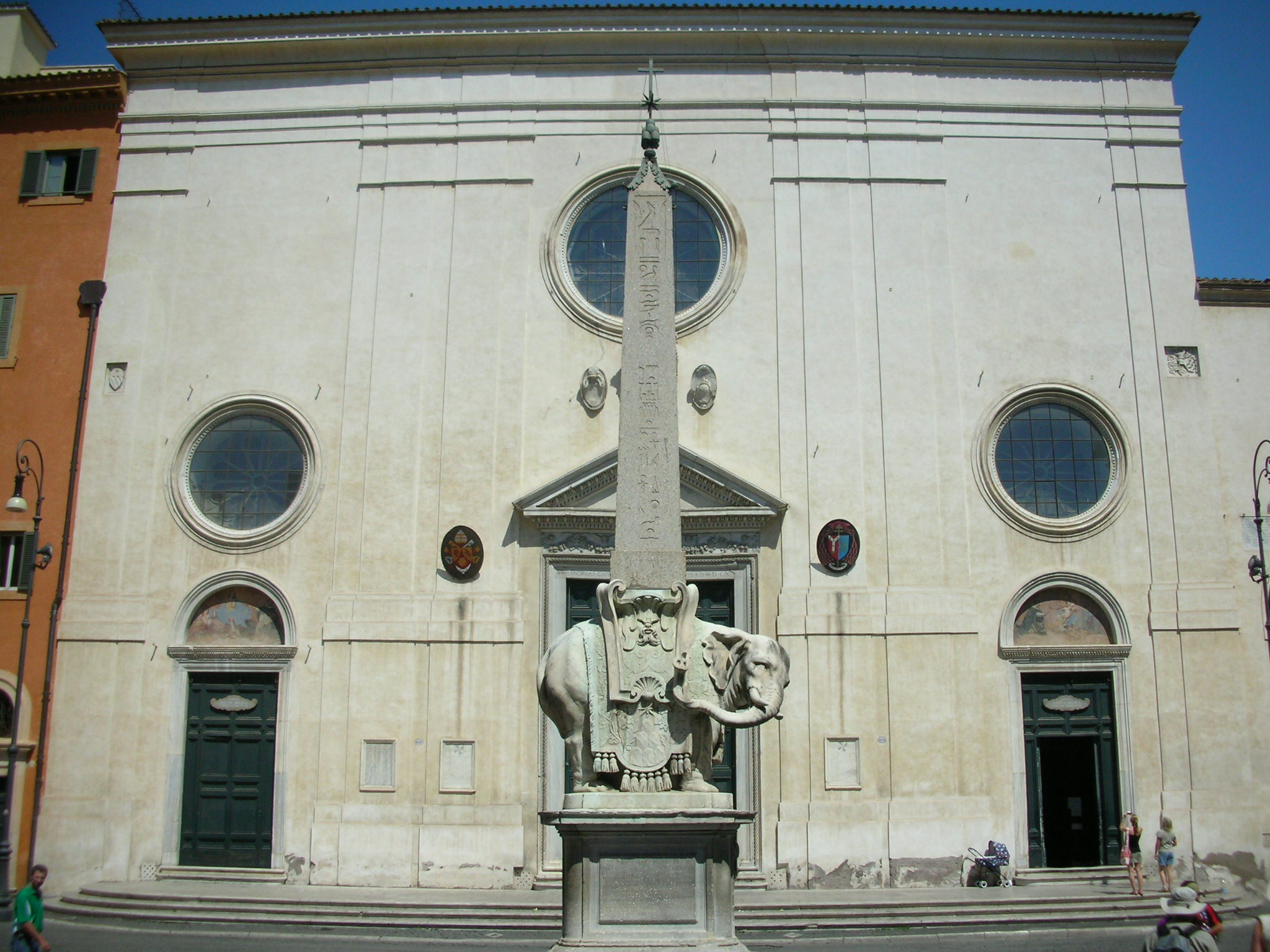
Fasáda kostela

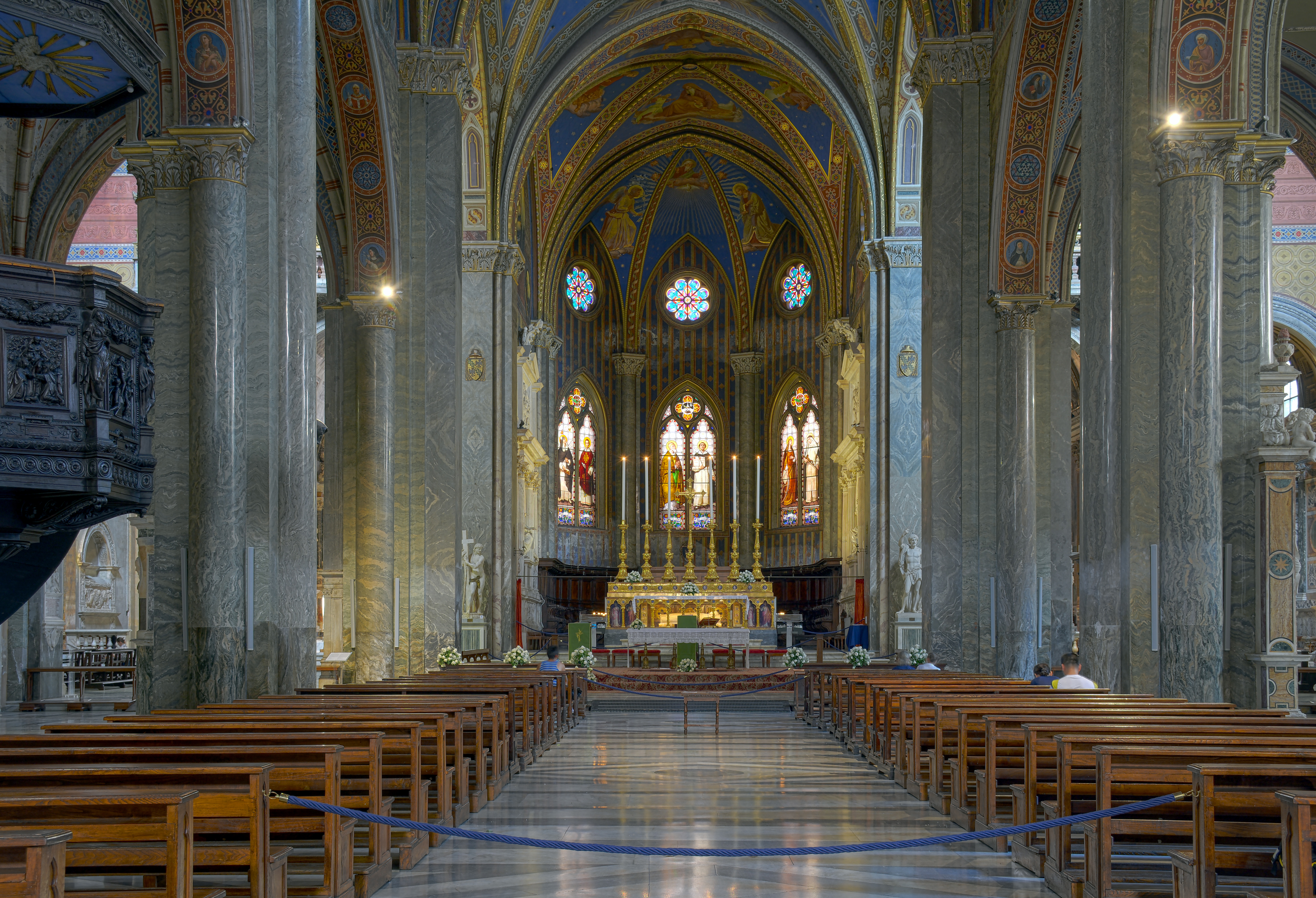
Hlavní loď

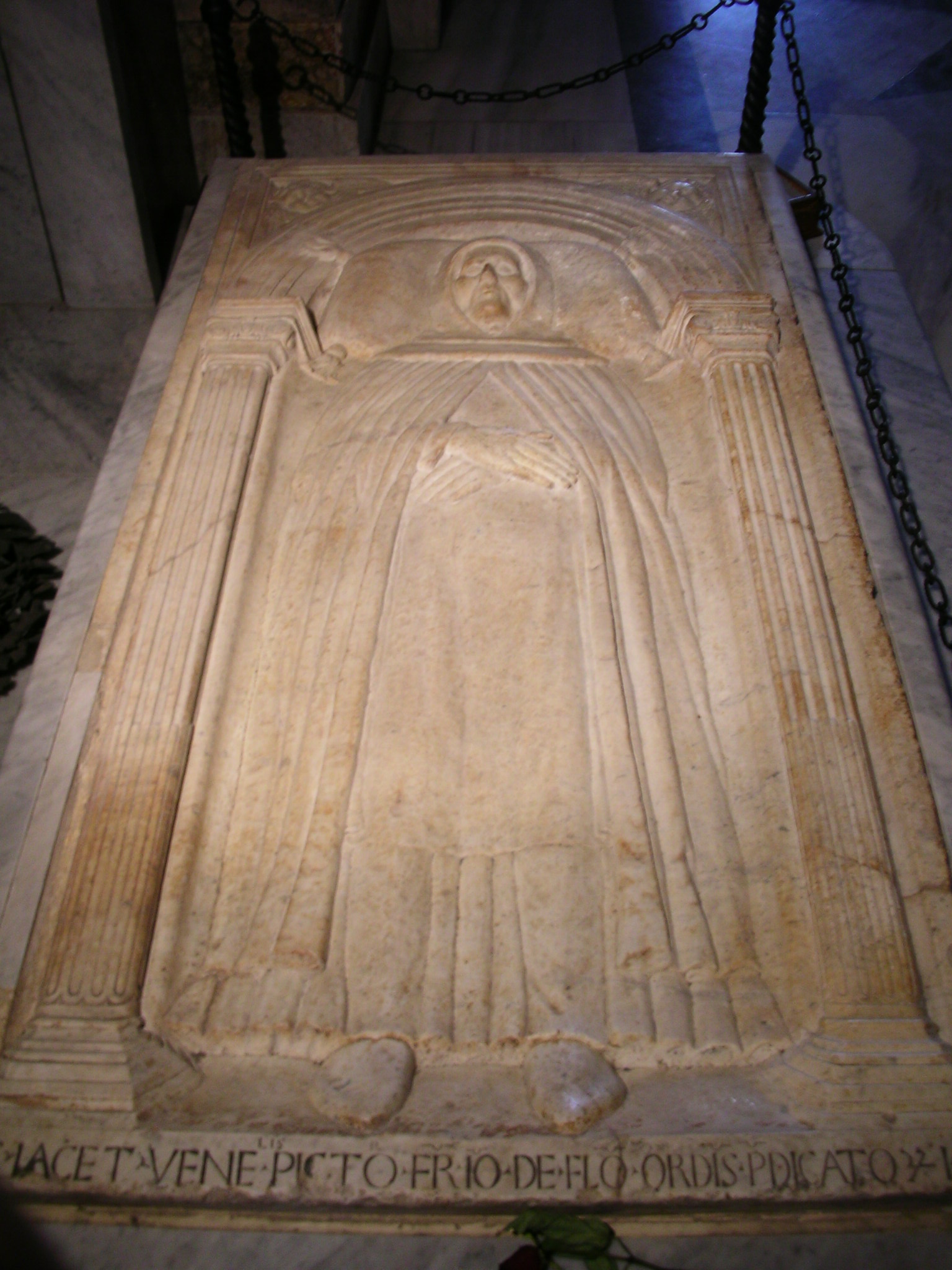
Náhrobek Fra Angelica

Detaily zničení Minervina chrámu, postaveného Pompejem kolem roku 50 př. n. l., nejsou známy, pravděpodobně byl vypleněn barbary. Římské pozůstatky lze nalézt v kryptě, která byla součástí prvního křesťanského chrámu Panny Marie; vystavěli jej řečtí mniši v 8. století. Kolem roku 1260 papež Alexandr IV. (1254–1261) kostelík předal bratřím kazatelům Dominikánskéhou řádu, kteří přišli od Sv. Sabiny na Aventinu. Dominikáni chrám i s klášterem vlastní dodnes, zatímco rozsáhlá knihovna Biblioteca Casanatense byla zestátněna.
Dva talentovaní dominikánští mniši, Fra Sisto Fiorentino a Fra Ristoro da Campi, kteří pracovali již na stavbě kostela Santa Maria Novella ve Florencii, začali se stavbou současné budovy roku 1280, během pontifikátu Mikuláše III. Trojlodní bazilika byla dokončena roku 1370. Rekonstrukce provedli Carlo Maderno a další architekti. Kostel získal barokní fasádu, ale v 19. století byl přestavěn ve středověkém stylu (regotizován). Dochovaly se pozdně gotické portály dvou vchodů z 15. století.
V kostele je pohřbeno tělo svaté dominikánky Kateřiny ze Sieny, pouze hlava byla ponechána v kostele San Domenico v Sieně). Její náhrobek je před hlavním oltářem. V severní části příčné lodi je pod sakristií na požádání přístupná místnost, kde podle tradice sv. Kateřina roku 1380 zemřela (Ve skutečnosti zemřela v sousedním domě a pod sakristii byly přeneseny jen některé kamenné fragmenty). Roku 1637 dal interiér zrekonstruovat kardinál Barberini. Fresky od Antoniazza Romana, které zdobily původní stěny, se však nezachovaly. Před zbudováním San Giovanni dei Fiorentini byla Minerva kostelem Florenťanů, a proto je místem posledního odpočinku mnoha prelátů, šlechticů, a občanů pocházejících z tohoto toskánského města.
Sakristie byla místem dvou konkláve. První, v březnu 1431, zvolilo papeže Evžena IV.; druhé, v březnu 1447, Mikuláše V. V gotickém konventu, zbudovaném v letech 1280–1330, sídlilo od roku 1288 řádové studium teologie, později také Kongregace sv. Officia a konaly se zde inkviziční soudy. Místnost, kde se roku 1633 konal proces s Galileem Galilei, se nazývá Galileův sál.

## Hlavní umělecká díla
- Socha vzkříšeného Krista s křížem a poutnickou holí (Cristo della Minerva, 1521), z carrarského mramoru vytesal Michelangelo jako ilustraci příběhu Quo vadis.
- Kaple sv. Dominika (v levé části příčné lodi) – zázračný obraz sv. Dominika namaloval Fra Angelico, stejně jako nedávno objevené fragmenty fresek v pravé boční lodi
- Oltář v pravé boční lodi: obrazy Zvěstování a Nanebevzetí Panny Marie (1485), namaloval Antoniazzo Romano
- Kaple Aldobrandini (v pravé boční lodi), architektura Carlo Maderno, Giacoma della Porta a Girolamo Rainaldi, malby Federico Barocci
- Kaple Caraffa (v pravé části příčné lodi): fresky 1489 maloval Fra Filippino Lippi; náhrobek papeže Pavla IV. z rodu Caraffa vytesal Pirro Ligorio (1559);
- Kaple papežů (v levé části příčné lodi) – Náhrobek papeže Urbana VII.
- Kaple vlevo od hlavního oltáře: Náhrobek malíře fra Angelica, desku s reliéfem postavy tesal Isaia da Pisa (1455)
- V křížení vlevo je pohřben sochař Andrea Bregna
- Náhrobek Guillauma Duranda, připisovaný Giovanni di Cosmovi (1296)
- Památník Marie Raggi, vytesal Gian Lorenzo Bernini (1643)
- Vlevo od vchodu: Náhrobek Francesca Tornabuoni (1480), od Mina da Fiesole

## Náhrobky Lva X. a Klementa VII.

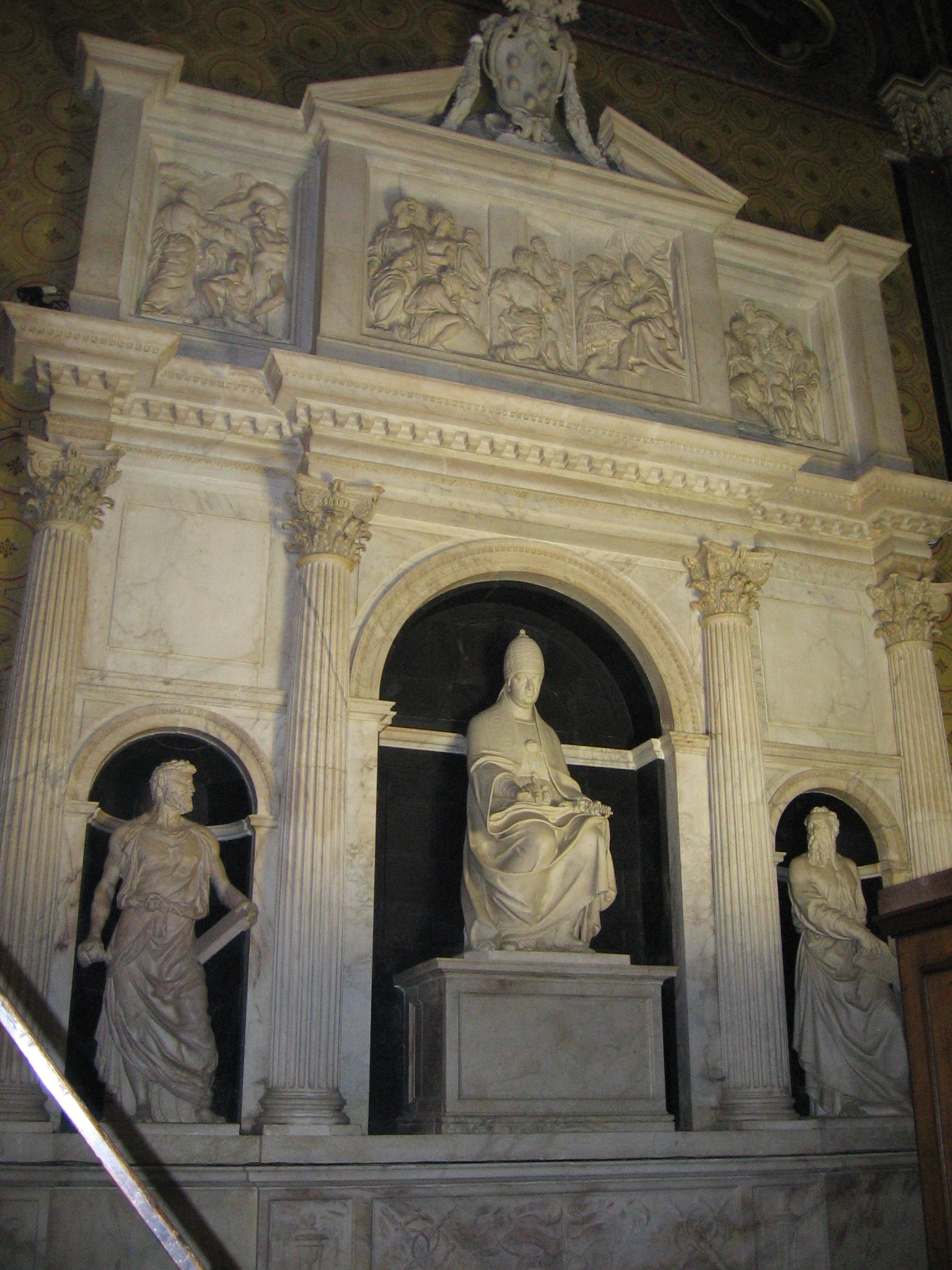
Náhrobek Lva X.

Tyto stavby, v podobě triumfálních oblouků, stojí proti sobě vedle hlavního oltáře. Postavil je Antonio da Sangallo mladší, za sochařskou výzdobu byl zodpovědný Baccio Bandinelli. Oba umělci s pomocníky na nich pracovali v letech 1536 až 1542. Každý oblouk má tři výklenky, v prostředním je socha sedícího papeže na podstavci. Lva X. zpodobnil Raffaello di Montelupo, Klementa VII. Nanni di Baccio Bigio. Nad nimi je vlys: setkání Klementa VII. s Karlem V. a setkání Lva X. s Františkem I. v Bologni.
I když současná podoba hrobek odkazuje na Michelangelův vliv, původní nákresy Bandineliho zobrazují náhrobek v etruském stylu. Někteří historici vidí stylovou spojitost této dvojice hrobů s pohřebištěm Medicejů v kostele San Lorenzo ve Florencii.

## Obelisk
Na náměstí Piazza della Minerva před kostelem je umístěn egyptský obelisk na zádech slona, dílo Gian Lorenza Berniniho z roku 1667. Obelisk byl nalezen roku 1665 v zahradě sousedního kláštera a pochází patrně z chrámku bohyně Isis, který stával v sousedství.

## Jiné kostely stejného jména
V Assisi, byl v 16. století postaven kostel Santa Maria sopra Minerva se zachovalou cellou římského chrámu. Jeho portiko v korintském stylu je dosud zachováno.

## Seznam kardinálů-titulářů kostela Santa Maria Sopra Minerva
- 1861–1864 Gaetano Bedini
- 1868–1870 Matteo Eustachio Gonella
- 1875–1885 John McCloskey
- 1887–1894 Zeferino González y Díaz Tuñón
- 1895–1896 Egidio Mauri
- 1896–1909 Serafino Cretoni
- 1911–1918 Giovanni Maria Farley
- 1919–1922 Teodoro Valfre di Bonzo
- 1922–1926 Stanislas-Arthur-Xavier Touchet
- 1926–1929 Giuseppe Gamba
- 1930–1938 Giulio Serafini
- 1939–1946 Eugène Tisserant
- 1946–1965 Clemente Micara
- 1967–1974 Antonio Samoré
- 1976–1977 Dino Staffa
- 1979–1998 Anastasio Ballestrero
- 2001–2017 Cormac Murphy-O'Connor
- 2018 António Marto